# 岸部一德
岸部一德（日语：岸部 一徳，1947年1月9日—），本名岸部修三。京都府京都市出身的演員及貝斯手。原老虎樂隊、PYG、井上堯之バンド成員，1975年轉型為演員後，藝名改名為岸部一徳，在劇中多擔任戲份吃重的配角角色。

## 戲劇演出

### 電視
- 悪魔のようなあいつ（日语：悪魔のようなあいつ）（1975年）飾演 左川
- 気まぐれ天使（日语：気まぐれ天使）（1976年）飾演 岡崎
- 黃金的日子（日语：黄金の日日）（1978年）飾演 彥助
- 気まぐれ本格派（日语：気まぐれ本格派）（1978年）飾演 ススム
- 續 事件 ‧ 海邊家族（日语：続・事件 海辺の家族）（1978年）飾演 浜村努
- 宴のあと～自称 小川真由美の調書～（1978年）飾演 堀川進
- 修羅の旅して (1979年) 飾演 古木悟
- 探偵物語（日语：探偵物語）（1979年）飾演 夏八木吾郎
- 宛如阿修羅 (1980年) 飾演 宅間
- 港町純情電影院（日语：港町純情シネマ） (1980年)
- 旅がらす事件帖（日语：旅がらす事件帖） (1980年) 飾演 保本進吾
- 裸の大将放浪記 悪いことをすると虫になるので（日语：裸の大将放浪記） (1981年) 飾演 加廊富吉
- 御宿かわせみ（日语：御宿かわせみ） (1981年)
- 星の牧場（日语：星の牧場） (1981年)
- 續 夢千代日記（日语：夢千代日記） (1982年) 飾演 矢口
- 陽光普照 (1982年) 飾演 漫畫家ナカムラさん
- 壬生的戀歌（日语：壬生の恋歌） (1983年) 飾演 山南敬助
- 熱帶夜-（日语：熱帯夜 (テレビドラマ)） (1983年)
- 心はいつもラムネ色（日语：心はいつもラムネ色） (1984年) 飾演 横川エンタツ
- 夢で愛して（日语：夢で愛して）（1985年）飾演 シャケ
- 亞爾塞斯的晴空（日语：アルザスの青い空）（1985年）飾演 藤川俊夫
- 女檢察官 ‧ 霞夕子（日语：女検事・霞夕子）（1987年）飾演 木之木寬
- 唐津火模様殺人事件（日语：唐津火模様殺人事件）（1987年）
- 早乙老師（日语：はっさい先生）（1987年）飾演 庄助
- 京都連續劇 血色芙蓉花（日语：関西テレビ制作・月曜夜10時枠の連続ドラマ）（1987年）
- 新 ‧ 東京物語 (1989年)
- 回憶 ‧ 撲克牌（日语：思い出トランプ） (1990年) 飾演 野田
- 松本清張特別篇・數字的風景（日语：松本清張スペシャル・数の風景） (1991年)
- 女正月（日语：女正月） (1991年) 飾演 久保誠一
- 松本清張作家活動40年記念特別篇・零的焦點（日语：松本清張作家活動40年記念スペシャル・ゼロの焦点）（1991年）飾演 鵜原宗太郎
- 雁金屋草紙 (1991年)
- 童年軼事 (1991年) 飾演 村木望
- 森の石松 すし食いねェ!ご存じ暴れん坊一代（日语：森の石松 すし食いねェ!ご存じ暴れん坊一代)） (1992年) 飾演 武市
- 女人萬歲 (1992年) 飾演 三島達郎
- 說我愛你（日语：愛してるよ!）（1993年）飾演 佐野信二
- 豊臣秀吉 天下を獲る!（日语：豊臣秀吉 天下を獲る!）（1995年）飾演 千利休
- この指とまれ!!（日语：この指とまれ!!）（1995年）飾演 板東誠
- 熊野路傳説殺人事件（日语：熊野路伝説殺人事件）（1996年）
- 雙胞胎 （1996年）飾演 織田信雄
- 女律师水島由里子的危險事件文件（日语：女弁護士水島由里子の危険な事件ファイル）（1997年）飾演 財前光義
- 24時間半（日语：24時間半）（1997年）飾演 島義男
- 愛情遊戲 (1997年) 飾演 遠藤恒雄
- 快遞高手（日语：ギフト (テレビドラマ)） (1997年) 客串 戎岡悟
- この指とまれ2（日语：この指とまれ2）（1997年）飾演 板東誠
- 警視廳鑑識班5（日语：警視庁鑑識班）（1998年）
- 你以為你是誰（1998年）飾演 村越和彥
- 多情城市（1999年）飾演 酒井部長
- 警視廳鑑識班8（日语：警視庁鑑識班）（1999年）飾演 出村雄三
- Seven's Face (2000年) 飾演 松坂幸男
- 京極夏彦 「怪」（日语：京極夏彦 「怪」） (2000年) 飾演 叶屋幸左衛門
- 神の手をもつ絵師 若冲（日语：神の手をもつ絵師 若冲）（2001年）飾演 伊藤若冲
- ある日、嵐のように（日语：ある日、嵐のように）（2001年）飾演 田口祐三
- Black Jack（2001年）飾演 諸岡修三
- 女と愛とミステリー高木検事室の事件簿「紫陽花は死の香り」（日语：女と愛とミステリー）（2001年）
- 本家之嫁（日语：本家のヨメ）（2001年）飾演 山田崇
- 醫生與患者（2001年）飾演 藪谷郁夫
- 生存（2002年）飾演 川崎
- 夢想加州（2002年）飾演 山崎次男
- 私家偵探濱麥克（日语：私立探偵 濱マイク)） (2002年) 客串
- 相棒（2002年）飾演 小野田公顯
- 忠臣藏-決斷之時（日语：忠臣蔵〜決断の時）（2003年）飾演 色部又四郎
- 緋色的記憶（日语：緋色の記憶〜美しき記憶の秘密〜）（2003年）飾演 濱田德士
- 相棒Season2（2003年）飾演 小野田公顯
- それからの日々（日语：それからの日々）（2004年）飾演 江崎行男
- 向田邦子的戀文（2004年）飾演 父
- 亂步R（日语：乱歩R）（2004年）飾演 雷道
- 理由（日语：理由 (小説)）（2004年）飾演 佐野利明
- 天切り松 闇がたり（日语：天切り松 闇がたり）（2004年）飾演 永井荷風
- 相棒Season3（2004年）飾演 小野田公顯
- 夏目家の食卓（日语：夏目家の食卓)）（2005年）飾演 迷亭
- 琉璃之島（2005年）飾演 小浜學
- 相棒SeasonIV（2005年）飾演 小野田公顯
- 超越顛峰（2005年）飾演 等々力竜司
- 今夜一個人睡（日语：今夜ひとりのベッドで）（2005年）飾演 友永竜之介
- 神不會擲骰子（日语：神はサイコロを振らない）（2006年）飾演 大屋本部長
- 街頭律師（日语：マチベン）（2006年）飾演 新田昇一
- 醫龍（2006年）飾演 野口賢雄
- 芋頭、章魚、南瓜（日语：芋たこなんきん）（2006年）飾演 花岡常太郎
- 相棒SeasonV（2006年）飾演 小野田公顯
- まだそんなに老けてはいない（日语：まだそんなに老けてはいない）（2007年）飾演 小野寺信治
- 琉璃之島特別篇 2007（2007年）飾演 小浜學
- 怪奇大作戰第二檔案（日语：怪奇大作戦 セカンドファイル）（2007年）飾演 的矢忠
- 相聚一刻（2007年）飾演 四谷さん
- 生之慾（2007年）飾演 副市長
- 向日葵~夏目雅子的一生（日语：ひまわり〜夏目雅子27年の生涯と母の愛〜）（2007年）飾演 小達宗一
- 醫龍2（2007年）飾演 野口賢雄
- 相棒Season6（2007年）飾演 小野田公顯
- 婆娑氣（日语：しゃばけ）（2007年）飾演 藤兵衛
- 敵在本能寺（2007年）飾演 清玉上人
- Tomorrow（2008年）飾演 仙道郁夫
- 相聚一刻完結篇（2008年）飾演 四谷さん
- 帽子（2008年）飾演 河原雅之
- 感謝（日语：だんだん）（2008年）飾演 田島宗助
- 相棒Season7（2008年）飾演 小野田公顯
- 謊謊（日语：しゃばけ）（2008年）飾演 藤兵衛
- 白洲次郎（2009年）飾演 近衛文麿
- 最平凡的奇蹟（2009年）飾演 中城朋也
- 再生之町（日语：再生の町）（2009年）飾演 間宮哲夫
- だましゑ歌麿（日语：だましゑ歌麿） (2009年) 飾演 蔦谷重三郎
- 相棒Season8（2009年）飾演 小野田公顯
- 不毛地帶（2009年）飾演 里井達也
- 夏子與天才詐欺師們（日语：夏子と天才詐欺師たち）（2010年）飾演 榷藤和則
- 世界奇妙物語20週年秋之特別篇（2010年）飾演 古本屋店主
- 醫龍3（2010年）飾演 野口賢雄
- 相棒Season9（2010年）飾演 小野田公顯
- 旅する夫婦（日语：旅する夫婦）（2010年）
- 大阪LOVE&SOUL 在這個國家活下去（日语：大阪ラブ&ソウル）（2010年）
- School!!（2011年）飾演 武市幹城
- 再見我們的幼稚園（日语：さよならぼくたちのようちえん (テレビドラマ)）（2011年）飾演 ホームレス
- 境遇（日语：境遇）（2011年）飾演 後藤良隆
- 青蛙公主（2012年）飾演 井坂清忠
- だましゑ歌麿（日语：だましゑ歌麿）II (2012年) 飾演 蔦谷重三郎
- Doctor X~ 外科醫 ‧ 大門未知子（2012年）飾演 神原晶
- 一人靜（2012年）飾演 伊東孝俊
- 真幌站前番外地 (2013年) 客串 早坂
- Made In Japan（2013年）飾演 讓原三郎
- だましゑ歌麿（日语：だましゑ歌麿）III (2013年) 飾演 蔦谷重三郎
- 鬼女 (2013年) 飾演 飯塚幸助
- 夫婦善哉（2013年）飾演 維康半兵衛
- 相棒Season12（2013年）飾演 小野田公顯
- Doctor X~外科醫 ‧ 大門未知子2（2013年）飾演 神原晶
- 奧林匹克的贖金（日语：オリンピックの身代金 (奥田英朗)） (2013年) 飾演 須賀修一郎
- 醫龍4（2014年）飾演 野口賢雄
- 聖女（2014年）飾演 前原光郎
- だましゑ歌麿（日语：だましゑ歌麿）IV (2014年) 飾演 蔦谷重三郎
- 最強的女人（日语：最強のオンナ） (2014年) 飾演 長谷川恭一
- Doctor X~外科醫 ‧ 大門未知子3（2014年）飾演 神原晶
- 糊塗蟲（日语：ぼんくら） (2014年) 飾演 加吉
- 事故調（日语：事故調 (小説)） (2015年) 飾演 権田邦夫
- 復仇法庭（日语：復讐法廷 (2015年のテレビドラマ)） (2015年) 飾演 吉岡勇
- 殿後~山一證券最後的聖戰（日语：しんがり 山一證券 最後の12人）（2015年）飾演 有原泰藏
- 遺產爭族-(2015年) 飾演 河村恆三
- 臨場的女人 搜查檢事 雨音香（日语：臨場する女 捜査検事 雨音香）（2016年）飾演 柳橋裕
- 少爺（2016年）飾演 狸
- 近衛門（日语：ちかえもん）（2016年）飾演 平野屋忠右衛門
- 99.9 -刑事專門律師- (2016年) 飾演 斑目春彥
- Doctor X~外科醫 ‧ 大門未知子SP（2016年）飾演 神原晶
- 模仿犯（2016年）飾演 武上悅郎
- Doctor Y~外科醫 ‧ 加地秀樹（2016年）特別出演 神原晶
- Doctor X~外科醫 ‧ 大門未知子4（2016年）飾演 神原晶
- Doctor Y~外科醫 ‧ 加地秀樹2（2017年）特別出演 神原晶
- Doctor X~外科醫 ‧ 大門未知子5（2017年）飾演 神原晶
- 99.9 -刑事專門律師-2（2018年）飾演 斑目春彥
- Doctor X 外科醫 ‧ 大門未知子  6（2019年）飾演 神原晶
- Heaven？天國餐館（2019年）飾演 山縣重臣
- Doctor X 外科醫 ‧ 大門未知子  7（2021年）飾演 神原晶
- 二月的勝者（2021年）飾演 白柳德道
- 浪漫偵探（2023年）飾演 傳兵衛
- 陷阱戰爭（2023年）飾演 鶴卷憲一
- 民王R（2024年）飾演 二木正一

### 電影
- ザ・ドリフターズですよ。前進!前進!また前進!（1968年）飾演 ザ・タイガース
- ザ・タイガース 世界はボクらを待っている（日语：ザ・タイガース 世界はボクらを待っている）（1968年） 飾演 サリー
- ザ・タイガース 華やかなる招待（日语：ザ・タイガース 華やかなる招待）（1968年） 飾演 赤塚修
- ザ・タイガース ハーイ!ロンドン（日语：ザ・タイガース ハーイ!ロンドン）（1969年） 飾演 サリー
- 炎的肖像（日语：炎の肖像） (1974年) 飾演 井上堯之バンドメンバー
- 天使誘惑（日语：天使を誘惑） (1979年) 飾演 德山君彥
- スローなブギにしてくれ I want you（日语：スローなブギにしてくれ） (1981年) 飾演 Queen Elizabeth常客
- Extra（日语：えきすとら） (1982年) 飾演 兵藤道繼
- 別擔心，我的朋友（日语：だいじょうぶマイ・フレンド） (1983年) 飾演 白衣男A
- 細雪 (1983年) 飾演 板倉
- 穿越時空的少女（1983年）飾演 福島利男
- ときめきに死す（日语：ときめきに死す） (1984年) 飾演 游泳男
- 夕ぐれ族（日语：夕ぐれ族） (1984年) 飾演 上班族
- 禮儀式（日语：お葬式）（1984年）飾演 明
- 渴望生存 新宿巴士再縱火事件（日语：生きてみたいもう一度 新宿バス放火事件） (1985年) 飾演 石井義治
- 寂寞的心（日语：さびしんぼう (映画)） (1985年) 飾演 吉田先生
- 夢千代日記（日语：夢千代日記） (1985年) 飾演 山倉のおっちゃん
- 一片雪 (1985年) 飾演 宮津
- 花一匁（日语：花いちもんめ (映画)） (1985年) 飾演 石本義和
- 他的摩托 她的島（日语：彼のオートバイ、彼女の島） (1986年) 飾演 新聞記者
- 必殺! III 裏か表か（日语：必殺! III 裏か表か） (1986年) 飾演 彥松
- 電影天地（日语：キネマの天地） (1986年) 飾演 緒方監督
- 首都消失 (1987年) 飾演 安原
- 吉原炎（日语：吉原炎上） (1987年) 飾演 國さん
- ゴルフ夜明け前（日语：ゴルフ夜明け前） (1987年) 飾演 後藤象二郎
- 風又三郎 玻璃斗篷 (1989年) 飾演 大旦那の使いの男
- 凶暴的男人（1989年）飾演 仁藤
- 死之棘（日语：死の棘） (1990年) 飾演 トシオ ，並憑電影取得1990年度第14屆日本電影金像獎最佳男主角及電影旬報十佳獎最佳男主角
- 大誘拐Rainbow Kids（日语：大誘拐） (1991年) 飾演 柳川大作
- 天河傳說殺人事件（日语：天河伝説殺人事件 (映画)） (1991年) 飾演 道伝正一
- 二人（日语：ふたり） (1991年) 飾演 北尾雄一
- 電影少女Video Girl AI (1991年) 飾演 謎樣男
- あいつ（日语：あいつ (映画)） (1991年) 飾演 東力也
- 必殺仕事人 必殺！第5作 黄金之血（日语：必殺!5 黄金の血） (1991年) 飾演 三之助
- 女殺油地獄 (1992年) 飾演 豐島屋 ‧ 七左衛門
- 青春デンデケデケデケ（日语：青春デンデケデケデケ） (1992年) 飾演 寺內先生
- 空がこんなに青いわけがない (1993年) 飾演 齋藤重役
- はるか、ノスタルジィ（日语：はるか、ノスタルジィ） (1993年) 飾演 岡崎
- 僕らはみんな生きている（日语：僕らはみんな生きている） (1993年) 飾演 富田賢造，並憑電影取得1993年度電影旬報十佳獎最佳男配角
- 水之旅人（日语：水の旅人 侍KIDS） (1993年) 飾演 楠林文博
- 病院で死ぬということ（日语：病院で死ぬということ） (1993年) 飾演 山岡醫生
- 木枯紋次郎（日语：帰って来た木枯し紋次郎） (1993年) 飾演 木崎の五郎蔵
- 教祖誕生（日语：教祖誕生） (1993年) 飾演 吳役
- 女人盛開（日语：女ざかり） (1994年) 飾演 榊原善六
- RAMPO 奥山・黛 両バージョン（日语：RAMPO） (1994年) 飾演 カフェ主人，帝室美術館看門人
- 熱帶樂園俱樂部 (1994年) 飾演 タチバナさん
- 平成無責任一家 東京デラックス (1995年) 飾演 二十日市君夫
- MARKS的山（日语：マークスの山） (1995年) 飾演 木原郁夫
- RAMPO インターナショナル・バージョン（日语：RAMPO） (1995年) 飾演 カフェ主人，帝室美術館看門人
- East Meets West（日语：EAST MEETS WEST） (1995年) 飾演 通弁方
- Tomorrow (1995年) 飾演 笹山剛
- 沉睡的男人（日语：眠る男） (1996年) 飾演 チーフ
- 比利肯 (1996年) 飾演 通天閣觀光公司社長
- 風のかたみ（日语：風のかたみ） (1996年) 飾演 三條中納言
- 八墓村（日语：八つ墓村 (1996年の映画)）（1996年）飾演 田治見要藏/久弥/庄左衛門
- 一五同盟（日语：いちご同盟） (1997年) 飾演 上原清直
- 夏天的大人們 HAPPY-GO-LUCKY (1997年) 飾演 あつお
- ご存知!ふんどし頭巾（日语：ご存知!ふんどし頭巾） (1997年) 飾演 諫早要
- D坂殺人事件 (1998年) 飾演 笠森糺
- 風の歌が聴きたい（日语：風の歌が聴きたい） (1998年) 飾演 美馬院長
- Beautiful Sunday (1998年) 飾演 上野真吾
- のど自慢（日语：のど自慢 (映画)） (1999年) 飾演 審査委員長
- 鯊皮男與蜜桃女（日语：鮫肌男と桃尻女） (1999年) 飾演 田拔政二
- 刑法第三十九條（1999年）飾演 名越文雄
- お受験（日语：お受験） (1999年) 友情出演 聖園小學校校長先生
- 豚の報い (1999年) 飾演 醫生
- ざわざわ下北沢（日语：ざわざわ下北沢） (2000年) 飾演 便衣警察A
- 顏 (2000年) 飾演 花田英一
- 長崎漫步曲調（日语：長崎ぶらぶら節） (2000年) 飾演 西條八十
- 淀川長治物語・神戸篇 サイナラ (2000年) 飾演 弁士
- 五条靈戰記GOJOE（日语：五条霊戦記 GOJOE） (2000年) 飾演 平忠則
- 新 ‧ 無仁義之戰（日语：新・仁義なき戦い） (2000年) 飾演 粟野和市
- 降靈KOUREI (2001年) 飾演 北見教授
- 青の瞬間（日语：青の瞬間） (2001年) 飾演 多田有三
- 大約在午夜（日语：真夜中まで） (2001年) 飾演 南部
- 陰陽師（2001年）飾演 村上天皇
- 助太刀屋助六 (2002年) 飾演 榊原織部
- The Bleep Brothers (2002年) 飾演 德三
- Chicken Heart（日语：チキン・ハート） (2002年) 飾演 村瀨
- さゞなみ (2002年) 飾演 尾花先生
- 生命中的島嶼（日语：ぼくんち） (2003年) 飾演 末吉まもる
- Pretty Woman（日语：ぷりてぃ・ウーマン） (2003年) 飾演 森下隆太郎
- ゲロッパ!Get Up!（日语：ゲロッパ!） (2003年) 飾演 金山正男
- 座頭市（2003年）飾演 銀藏
- 東京原發（日语：東京原発） (2004年) 飾演 大野財務局長
- ラブドガン（日语：ラブドガン） (2004年) 飾演 丸山定
- 69 sixty nine（2004年）飾演 松永先生
- ミラーを拭く男（日语：ミラーを拭く男） (2004年)
- 娘道成寺 蛇炎之戀（日语：娘道成寺 蛇炎の恋） (2004年) 飾演 村上英壽
- SURVIVE STYLE5+（日语：SURVIVE STYLE5+） (2004年) 飾演 小林達也
- ニワトリはハダシだ（日语：ニワトリはハダシだ） (2004年) 飾演 灰原喜重郎
- Vital（日语：ヴィタール） (2004年) 飾演 柏淵教授
- Lady Joker（日语：レディ・ジョーカー）（2004年）飾演 白井誠一
- 理由（日语：理由 (小説)） (2004年) 飾演 佐野利明
- 火火 (2005年) 飾演 石井利兵衛
- 被埋葬的樹木（日语：埋もれ木 (映画)） (2005年) 飾演 建具屋
- 何時是讀書天（日语：いつか読書する日） (2005年) 飾演 高梨槐多 ，並憑電影取得2005年度橫濱電影節最佳男配角
- 亡國神盾艦（2005年）飾演 瀨戶和馬
- 守靈夜狂想曲（日语：寝ずの番）（2006年）飾演 笑滿亭橋弥
- 扶桑花女孩（2006年）飾演 吉本紀夫
- 悲傷天使 (2006年) 飾演 沖島啓介
- 在黑暗中等待相遇（日语：暗いところで待ち合わせ） (2006年) 飾演 本間政幸
- 犬神家一族（2006年）飾演 犬郎寅之助
- 氣仙沼傳說 (2006年)
- 野球少年（2007年）飾演 校長
- 阿根廷婆婆（日语：アルゼンチンババア）（2007年）飾演 白井順三
- 22才の別れ　Lycoris　葉見ず花見ず物語（日语：22才の別れ Lycoris 葉見ず花見ず物語）（2007年）飾演 醫生
- HERO（2007年）飾演 桂山薰 法官
- 象の背中（日语：象の背中）（2007年）飾演 藤山幸一
- 轉轉（2007年）飾演 岸部一德
- 與狗狗的10個約定 (2008年) 飾演 コンビニおじさん
- 相棒劇場版 西洋棋殺人事件（2008年）飾演 小野田公顯
- 變色龍（2008年）飾演 厚木義武
- 次郎長三國志（日语：次郎長三国志）（2008年）飾演 大政
- 開心直航（2008年電影）飾演 氣候觀察員 高橋昌治
- GS WONDERLAND（日语：GSワンダーランド）（2008年）飾演 松田重吉 ，並憑電影取得2008年度第18回日本電影影評人大獎最佳男配角
- みんな、はじめはコドモだった（2008年）飾演 浦島駄郎
- 大阪ハムレット（日语：大阪ハムレット） (2009年) 飾演 叔父，並憑電影取得2009年度第64回每日電影獎最佳男配角
- 搶救旭山動物園（日语：GSワンダーランド）（2009年）飾演 柳原清之輔
- 幸福便當（日语：のんちゃんのり弁）（2009年）飾演 戶谷長次
- 釣魚狂日記20（日语：釣りバカ日誌20 ファイナル）（2009年）飾演 原常務
- BOX袴田事件 所謂生命（日语：BOX 袴田事件 命とは）（2010年）飾演 橫井教授
- 必死剣 鳥刺し（日语：必死剣 鳥刺し）（2010年）飾演 津田民部
- 13刺客（2010年）飾演 三州屋德兵衛
- 信桑 ‧ 炭坑町的小夜曲（日语：信さん）（2010年）飾演 李重明
- 相棒 劇場版II-占領警視廳！特命系最長的一夜（2010年）飾演 小野田公顯
- 真幌站前多田便利屋（2011年）飾演 早坂
- 大鹿村騷動記（日语：大鹿村騒動記）（2011年）飾演 能村治
- 天地明察（2012年）飾演 伊藤重孝
- 少年H（日语：少年H）（2013年）飾演 柴田さん
- 上京物語（日语：上京ものがたり）（2013年）
- 共食家族 (2013年) 飾演 刑事
- 人類資金（日语：人類資金）（2013年）飾演 本庄一義
- Short Hope（2014年）飾演 丸山繁則
- 窈窕舞妓（日语：舞妓はレディ）（2014年）飾演 北野織吉
- 真幌站前狂騷曲（2014年）飾演 早坂
- 正しく生きる (2015年) 飾演 柳田周
- ゆずり葉の頃（日语：ゆずり葉の頃） (2015年) 飾演 咖啡店店主
- FOUJITA（日语：FOUJITA） (2015年) 飾演 清六
- 團地（2016年）飾演 山下清治
- 家族之日（2016年）
- 飛上天空的輪胎（2018年）飾演 狩野威

## 外部連結
- （日語）詳列其他 影視網站 （页面存档备份，存于）